# فرنسيس جيمس غيلين
فرنسيس جيمس غيلين (بالإنجليزية: Francis James Gillen)‏ هو عالم إنسان أسترالي، ولد في 28 أكتوبر 1855، وتوفي في 5 يونيو 1912 في Woodville, South Australia ‏ في أستراليا.

## وصلات خارجية
- فرنسيس جيمس غيلين على موقع الموسوعة البريطانية (الإنجليزية)